# Rádio Difusora de Picos
Rádio Difusora de Picos é uma emissora de rádio brasileira sediada em Picos, cidade do estado do Piauí. Opera no dial AM, na frequência de 920 kHz, e pertence ao Sistema de Comunicação de Picos, grupo do qual faz parte também a Grande FM.

## História
No final dos anos 50, recém-formado advogado e já prefeito de Picos, Helvídio Nunes de Barros já acalentava o sonho de integrar a região através de uma emissora de rádio; o objetivo foi maturado à época de governador e realizado quando senador da República. Em junho de 1979, o então senador convoca uma reunião e convida José Elpídio de Barros, Erivan Lima, Jota Leitão e Geraldo Pereira para trabalhar na elaboração da programação de uma futura rádio na cidade de Picos.
Em 29 de julho de 1979, às 8:43 da manhã, entrava oficialmente no ar a Rádio Difusora. Porém, dias antes, a emissora já estava no ar em caráter de testes irradiando alguns programas, entre eles o programa "Correspondente do Interior", um quadro de avisos mesclado com músicas apresentado por José Elpídio e que logo atingiu altos índices de audiência. A história conta que no dia da inauguração, a multidão se aglomerou na porta da emissora, fato que continuou nos dias seguintes com a presença de pessoas de todas as cidades da macrorregião. Os ouvintes visitavam, faziam festas e mimavam os comunicadores que foram precursores em Picos. As cartas vindas dos cantos mais distantes e remotos comprovavam o carinho do povo.

## A criação do Sistema de Comunicação de Picos
Como forma de expandir sua atuação em Picos e região, o Grupo Helvídio Nunes criou o Sistema de Comunicação de Picos. No dia 07 de julho de 1985, foi oficialmente inaugurada pelo Grupo a Rádio Grande Picos AM em 850 kHz, com programação mais musical, eclética, voltada para a prestação de serviços e com grande aceitação na zona rural e municípios circunvizinhos. Posteriormente, a emissora foi arrendada para igrejas evangélicas e passou a se chamar Rádio Esperança AM. No dia 10 de abril de 1993, foi oficialmente ao ar a Rádio Grande Picos FM, a terceira emissora do Sistema de Comunicação de Picos, com programação eclética. Em 29 de abril de 2006, ela passou a integrar a Rede Liderança Sat, e atualmente é denominada Grande FM, sendo afiliada à Meio Norte FM. Em 1º de outubro de 2013, foi lançado o Portal Grande Picos, voltado à publicação de conteúdos informativos produzidos pelo Departamento de Jornalismo da empresa.

## Programação
Com a pandemia de COVID-19, parte dos programas da Rádio Difusora foi suspensa; nos horários afetados, a emissora entra em rede com sua coirmã, Grande FM.
- Jornal da Difusora
- Manhã Total
- Correspondente do Interior
- Grande Jornal
- Violas da Difusora
- Violas de Ouro
- Show da Tarde
- Forró da Difusora
- Tarde Sertaneja
- Central de Notícias
- No Pé do Balcão
- Domingo na Difusora[7]